# Обухівський завод

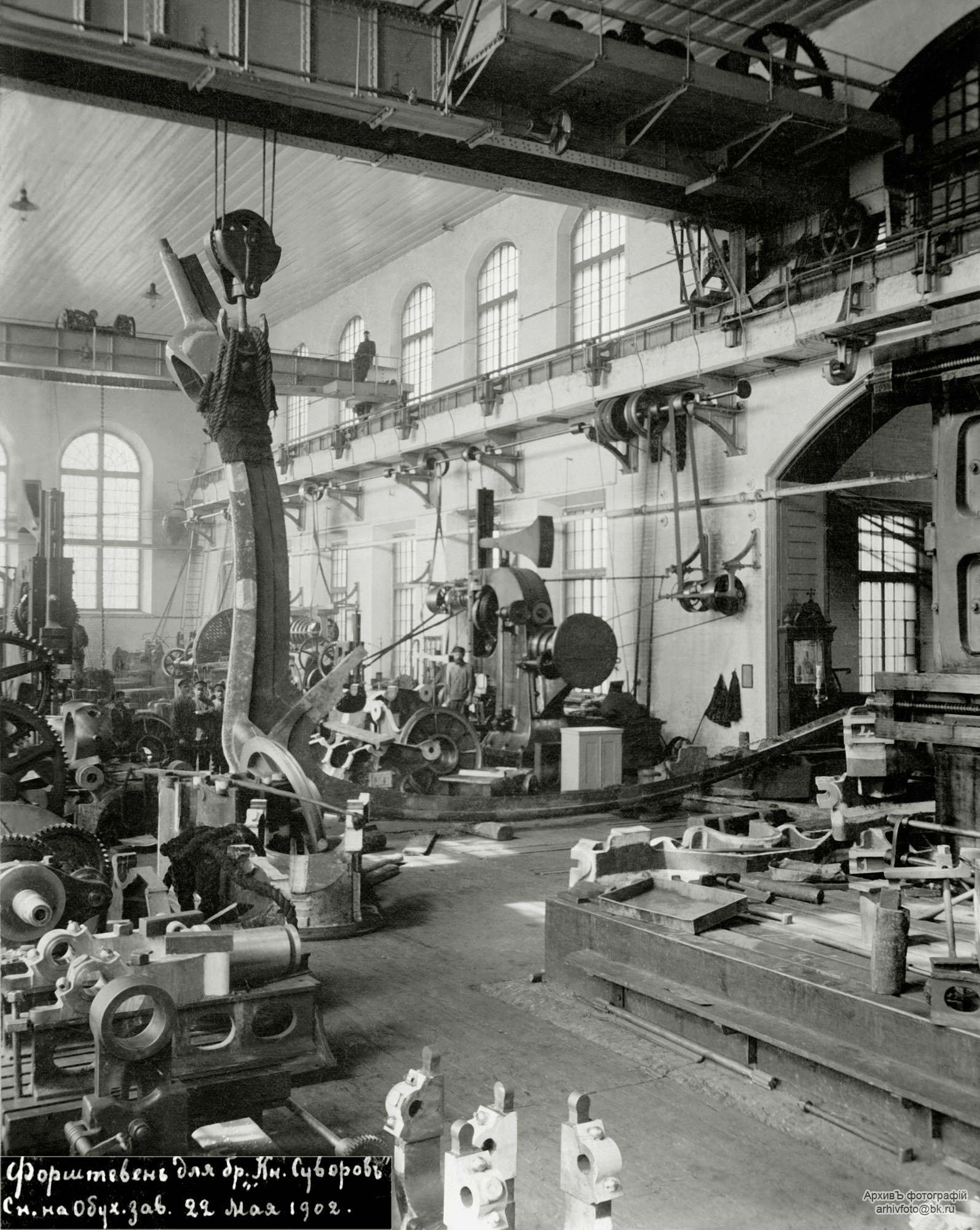
Робочі цехи Обухівського заводу в 1902 році

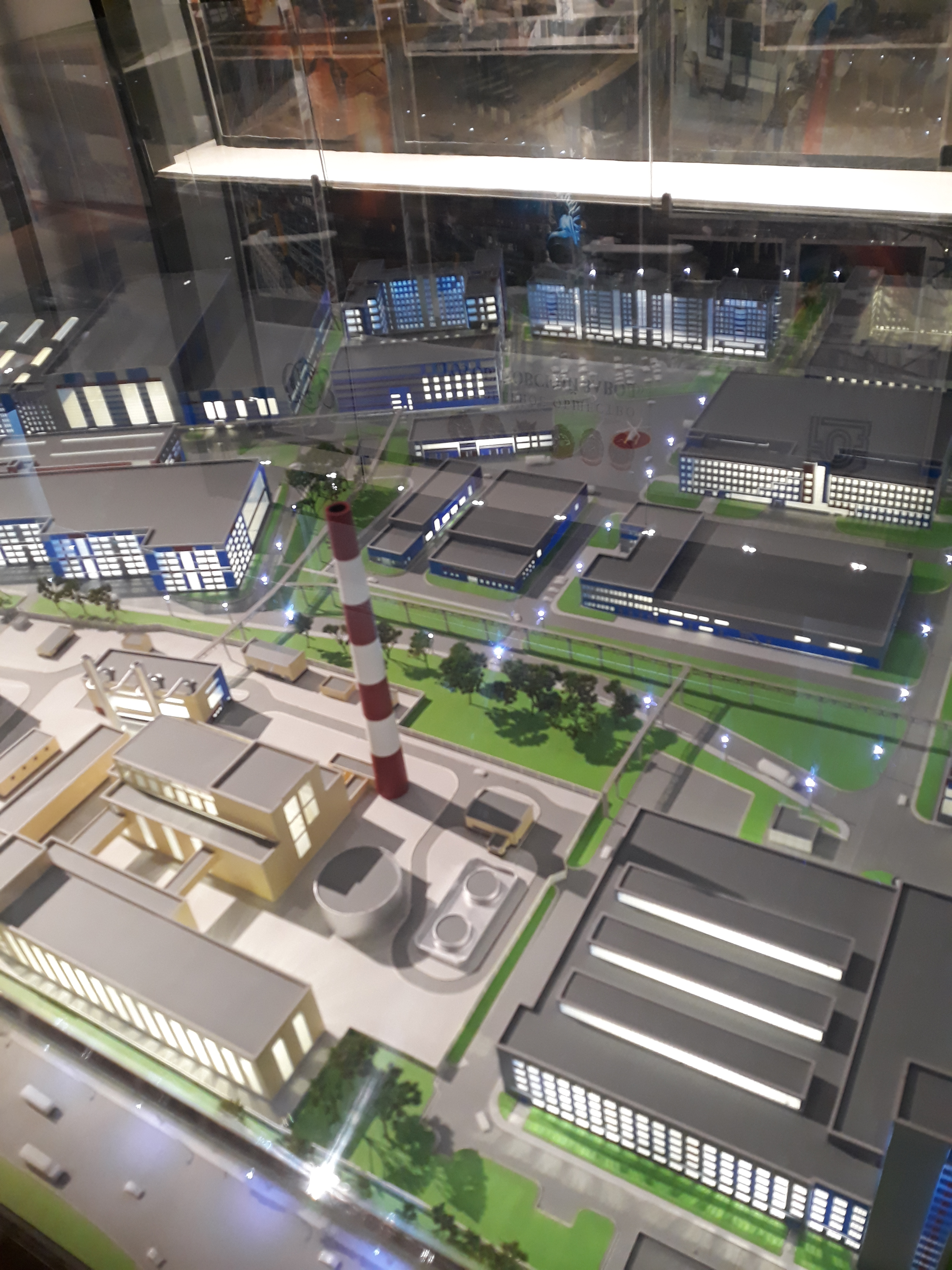
Макет Обухівського заводу

Обу́хівський заво́д (рос. Обуховский завод) — російський металургійний та машинобудівельний завод.

## Історія
Був заснований 16 травня 1863 року. Наприкінці XIX — початку XX століть був найбільшим металургійним і машинобудівним військовим заводом Російської імперії. На ньому був відлитий корпус броненосця «Князь Суворов» та його гармати.
За радянських часів був перейменований у завод «Більшовик» і значною мірою переведений на виробництво цивільної продукції. На заводі були зроблені перші радянські трактори та одні з перших танків. У Російської Федерації 1992 році державному заводу повернуто історичну назву, наразі це ВАТ, яке спеціалізується на проєктуванні, виготовленні, монтажі і обслуговуванні в експлуатації різних систем озброєння і військової техніки для Міністерства оборони РФ, а також на випуску продукції для атомної енергетики, цивільного суднобудування та інших галузей промисловості.

## Основна продукція, що випускається
- десятки сортів сталі
- броня для кораблів
- сталеве, мідне і чавунне литво
- артилерійські системи
- корабельні баштові установки
- форштевні і ахтерштевні для броненосців
- вали для суднових парових машин
- приціли, стереотруби, біноклі, водоміри
- боєприпаси
- трактори
- обладнання для добувної, переробної та енергетичної галузей